# انتگرال دیریکله
در ریاضیات چند انتگرال وجود دارد که به نام ریاضیدان آلمانی یوهان پتر گوستاف لوژون دیریکله با انتگرال دیریکله شناخته می‌شوند.
معروفترین این انتگرال‌ها، انتگرال ناسره تابع سینوسی‌است که در زیر آمده است:
{\displaystyle \int _{0}^{\infty }{\frac {\sin \omega }{\omega }}\,d\omega ={\frac {\pi }{2}}}
این انتگرال به صرت مساحت زیر نمودار قابل تعربیف نیست و تنها بع تعریف اولیه انتگرال ریمان قابل تعریف است. این رابطه با نمایش انتگرال فوریه قابل اثبات است. همچنین به سادگی با استفاده از مشتق‌گیری در داخل علامت انتگرال قابل ارزیابی است.

## اثبات با استفاده از مشتق‌گیری در داخل علامت انتگرال
ابتدا انتگرال را به صورت تابعی از یک ثابت دلخواه بازنویسی می‌کنیم، {\displaystyle \alpha } و {\displaystyle \beta }. رابطه
{\displaystyle f(\alpha ,\beta )=\int _{0}^{\infty }e^{-\alpha \omega }{\frac {\sin \beta \omega }{\omega }}d\omega }
را در نظر بگیرید. سپس باید {\displaystyle f(0,1)} را بدست آورید.
با مشتق گیری نسبت به {\displaystyle \alpha } داریم:
{\displaystyle {\frac {df}{d\alpha }}={\frac {d}{d\alpha }}\int _{0}^{\infty }e^{-\alpha \omega }{\frac {\sin \beta \omega }{\omega }}d\omega }
با اعمال قانون انتگرال لایبنیتز داریم:
{\displaystyle {\frac {d}{d\alpha }}\int _{0}^{\infty }e^{-\alpha \omega }{\frac {\sin \beta \omega }{\omega }}d\omega =\int _{0}^{\infty }{\frac {\partial }{\partial \alpha }}e^{-\alpha \omega }{\frac {\sin \beta \omega }{\omega }}d\omega =-\int _{0}^{\infty }e^{-\alpha \omega }\sin \beta \omega \,d\omega }
انتگرال با استفاده از فرمول اویلر بسیار ساده‌تر ساخته می‌شود
{\displaystyle e^{i\beta \omega }=\cos \beta \omega +i\sin \beta \omega }
در نتیجه
{\displaystyle \Im e^{i\beta \omega }=\sin \beta \omega }
که {\displaystyle \Im } نشان دهنده قسمت موهومی است. بازنویسی انتگرال به رابطه زیر منجر می‌شود:
{\displaystyle -\Im \int _{0}^{\infty }e^{-\alpha \omega }e^{i\beta \omega }d\omega =\Im {\frac {1}{-\alpha +i\beta }}=\Im {\frac {-\alpha -i\beta }{\alpha ^{2}+\beta ^{2}}}={\frac {-\beta }{\alpha ^{2}+\beta ^{2}}}}
بنابراین
{\displaystyle {\frac {df}{d\alpha }}={\frac {-\beta }{\alpha ^{2}+\beta ^{2}}}}
با انتگرال گرفتن از هر دو سوی معادله با شروع از {\displaystyle 0} تا {\displaystyle \infty } داریم
{\displaystyle \int _{0}^{\infty }{\frac {df}{d\alpha }}d\alpha =\int _{0}^{\infty }{\frac {-\beta }{\alpha ^{2}+\beta ^{2}}}d\alpha }
{\displaystyle f(\infty ,\beta )-f(0,\beta )=-\lim _{\alpha \rightarrow \infty }\arctan {\frac {\alpha }{\beta }}+\arctan 0}
{\displaystyle f(0,\beta )={\frac {\pi }{2}}{\textrm {sign}}\beta }
Note that {\displaystyle f(\infty ,\beta )=\lim _{\alpha \rightarrow \infty }\int _{0}^{\infty }e^{-\alpha \omega }{\frac {\sin \beta \omega }{\omega }}{d\omega }=0}
لذا،
{\displaystyle f(0,1)={\frac {\pi }{2}}}
در نتیجه:
{\displaystyle \int _{0}^{\infty }{\frac {\sin \omega }{\omega }}\,d\omega ={\frac {\pi }{2}}}
و به‌طور کلی تر
{\displaystyle \int _{0}^{\infty }{\frac {\sin \beta \omega }{\omega }}\,d\omega ={\frac {\pi }{2}}{\textrm {sign}}\beta }